# 武里中野
武里中野（たけさとなかの）は、埼玉県春日部市の町丁。現行行政地名は武里中野のみ。丁番の設定のない単独町名である。住居表示未実施地区。郵便番号は344-0026。

## 地理
埼玉県東部地域で、春日部市南部の古利根川などが造り出した沖積平野上に位置する。地区の大半が自然堤防の微高地上にあり、春日部南中学校付近に氾濫平野、西部に後背湿地も見られる。備後西との境には利根川（古利根川）の旧流路の跡がある。東側で備後西、南側で大場、西側で増田新田や谷原新田、北側で薄谷と隣接する。
地内は東側の一部を除き市街化調整区域に指定されているが、南部に武里みどり住宅や白百合団地が造成されているなど、西部を除き全体的にかなり多くの住宅が建つ。西部は田園地帯である。
地区の東端付近で南北に通る都市計画道路（武里内牧線）の延伸が計画され、一部でその用地が確保されている。

### 河川
- 会之堀川
- 安之堀川

## 歴史
もとは江戸期より存在した武蔵国埼玉郡新方領に属する中野村であった。いつからは定かではないが、大場村より分村したと云う。村高は正保年間の『武蔵田園簿』では113石余（田55石余、畑58石余）、『元禄郷帳』によると230石余で、以降の増減は変化なしであった。助郷は日光街道粕壁宿に出役していた。化政期の戸数は40軒で、村の規模は東西4町、南北5町であった。
地名は薄谷村と大場村の間という位置関係に由来する。
- はじめは幕府領、以降変遷なし[5]。
- 幕末の時点では埼玉郡に属し、明治初年の『旧高旧領取調帳』の記載によると、代官・大竹左馬太郎支配所が管轄する幕府領であった[9]。
- 1868年（慶応4年）6月19日  - 代官支配地が武蔵知県事・山田政則（忍藩士）の管轄となる。
- 1869年（明治2年）
  - 1月13日 - 武蔵知県事・宮原忠英の管轄区域に大宮県を設置、同県の管轄となる。県庁は東京府馬喰町に置かれる。
  - 9月29日 - 県庁が浦和に置かれ浦和県に改称。
- 1871年（明治4年）11月13日 - 第1次府県統合により埼玉県の管轄となる。
- 1879年（明治12年）3月17日 - 郡区町村編制法により成立した南埼玉郡に属す。郡役所は岩槻町に設置。
- 1889年（明治22年）4月1日 - 町村制施行により、中野村が一ノ割村、備後村薄谷村、大場村、大畑村、大枝村、増田新田と合併し、南埼玉郡武里村が成立する。中野村は武里村の大字中野となる。
- 1947年（昭和22年）9月 - カスリーン台風の襲来により大きな被害を受ける[5]。
- 1954年（昭和29年）7月1日 - 武里村が南埼玉郡春日部町、豊春村、北葛飾郡幸松村、豊野村と合併し、市制を施行して春日部市となる。春日部市の大字となる。
- 1978年（昭和53年）4月 - 地内に春日部市立中野中学校が開校する[10]。
- 2005年（平成17年）10月1日 - 春日部市が北葛飾郡庄和町と合併し、新たな春日部市が発足、同時に住所標記の簡略化のため市内の大字が廃止され[11]、市内に同名の町・字（現：東中野）が存在したため、大字中野は武里を冠称した丁番の設定のない武里中野となる[12]。
- 2019年（平成31年）3月 - 地内の春日部市立中野中学校が統廃合され、翌月中野中学校の跡地に春日部市立春日部南中学校が開校される。

### 存在していた小字
- 根耕地[13]
- 北耕地
- 南耕地
- 丑之発耕地
- 新田耕地
- 五丁歩耕地
- 谷中耕地
- 谷原耕地
- 長島耕地

## 世帯数と人口
2024年（令和6年）1月1日現在の世帯数と人口は以下の通りである
| 丁目     | 世帯数  | 人口    |
| -------- | ------- | ------- |
| 武里中野 | 871世帯 | 2,052人 |

## 小・中学校の学区
市立小・中学校に通う場合、学区は以下の通りとなる。
| 丁目     | 番地             | 小学校                 | 中学校                   |
| -------- | ---------------- | ---------------------- | ------------------------ |
| 武里中野 | 1番地〜626番地   | 春日部市立武里小学校   | 春日部市立武里中学校     |
| 武里中野 | 627番地〜789番地 | 春日部市立武里西小学校 | 春日部市立春日部南中学校 |

## 交通
地内に鉄道は敷設されていない。最寄り駅は東武伊勢崎線（東武スカイツリーライン）武里駅、もしくは下記路線バスを利用して同線せんげん台駅である。

### 道路
- 千葉県道・埼玉県道80号野田岩槻線
- 市道武里内牧線

### バス
朝日自動車越谷営業所
地区南端を通る野田岩槻線に路線バスの「せんげん台駅〜みどり住宅〜ウイング・ハット春日部線」（系統番号なし）が設定されているが、地内に停留所は無い。最寄りの停留所は「ウイングハット春日部」もしくは「みどり住宅」とその隣の「白百合団地入口」となる。
春日部市コミュニティバス「春バス」
地区南東端をかすめるように「武里駅〜豊春駅ルート」が設定されているが、地内に停留所は無い。最寄りの停留所は「ウイング・ハット春日部」もしくは「備後第六公園」とその隣の「大場」となる。

## 施設
- 春日部市立春日部南中学校
- 稲荷神社
  - 武里中野会館
- 真言宗 宝性院 - 稲荷神社の別当寺
- 真宗 皆念寺
- 武里みどり住宅（東側の一部）
  - みどり住宅自治会館（640番地−26）
  - みどり第1公園
  - みどり住宅第2遊水池[8]
- 白百合団地
  - 白百合自治会集会所（731番地−5）
- 谷原親水広場（一部）
- 春日部中野グラウンド
- 中野運動広場（一部）

過去の施設

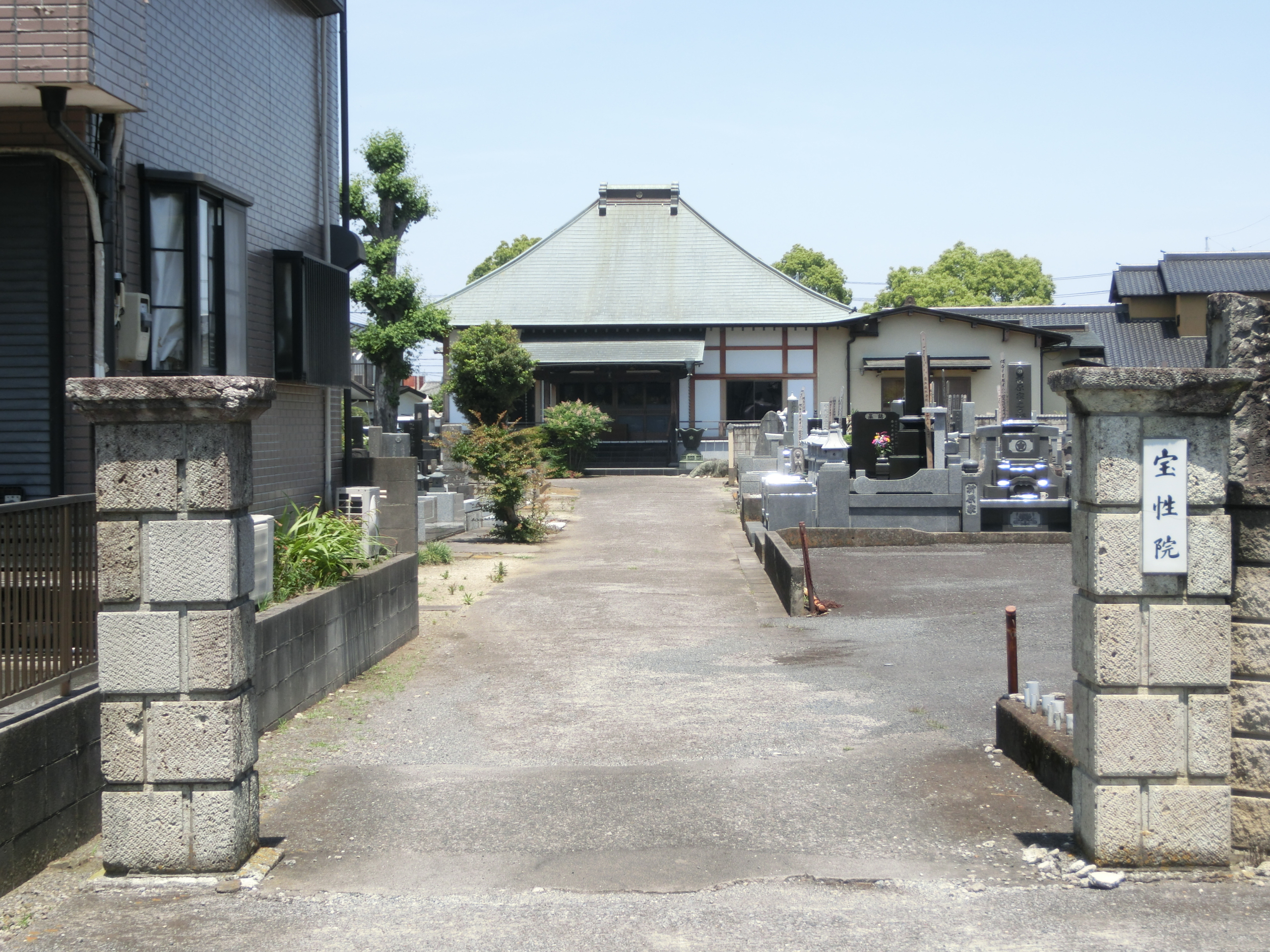
真言宗 宝性院

- 春日部市立中野中学校 - 春日部市立春日部南中学校の場所に所在した。